# Bad Kösen

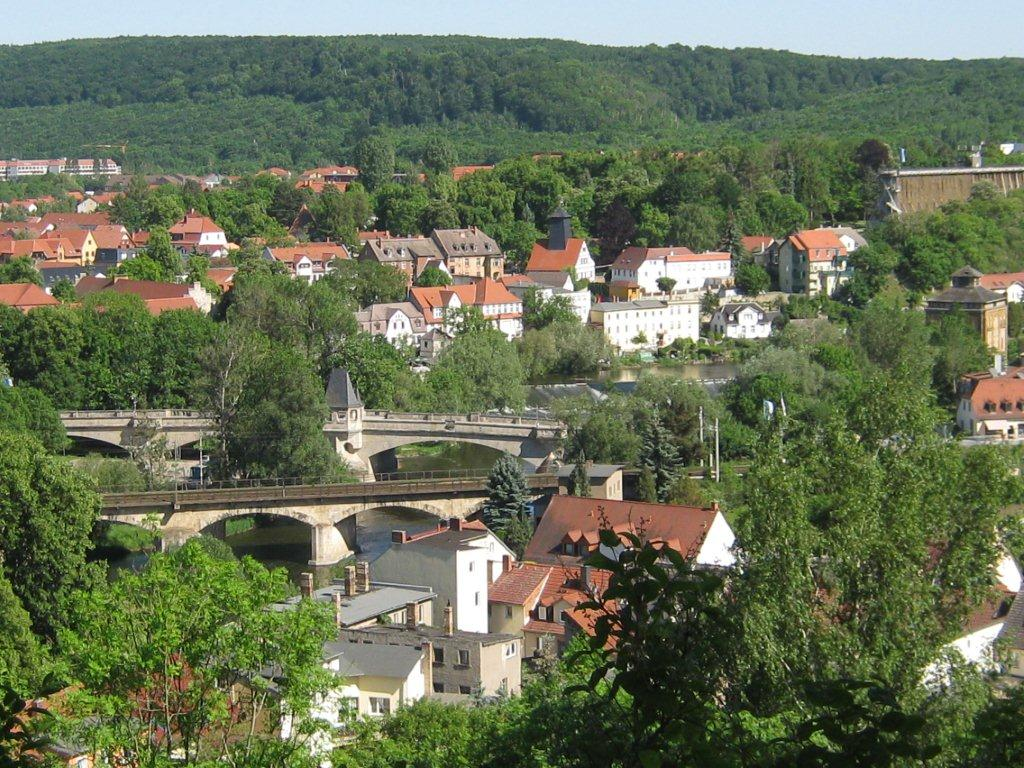
Bad Kösen (2012)

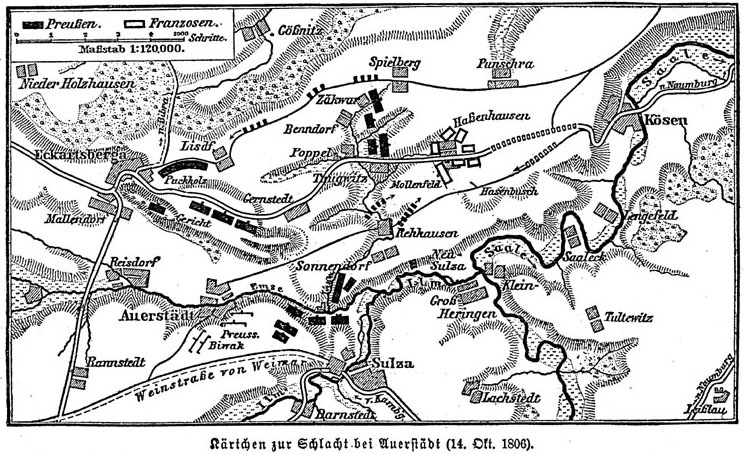
Der Ortsteil Hassenhausen im Schlachtfeld von Auerstedt

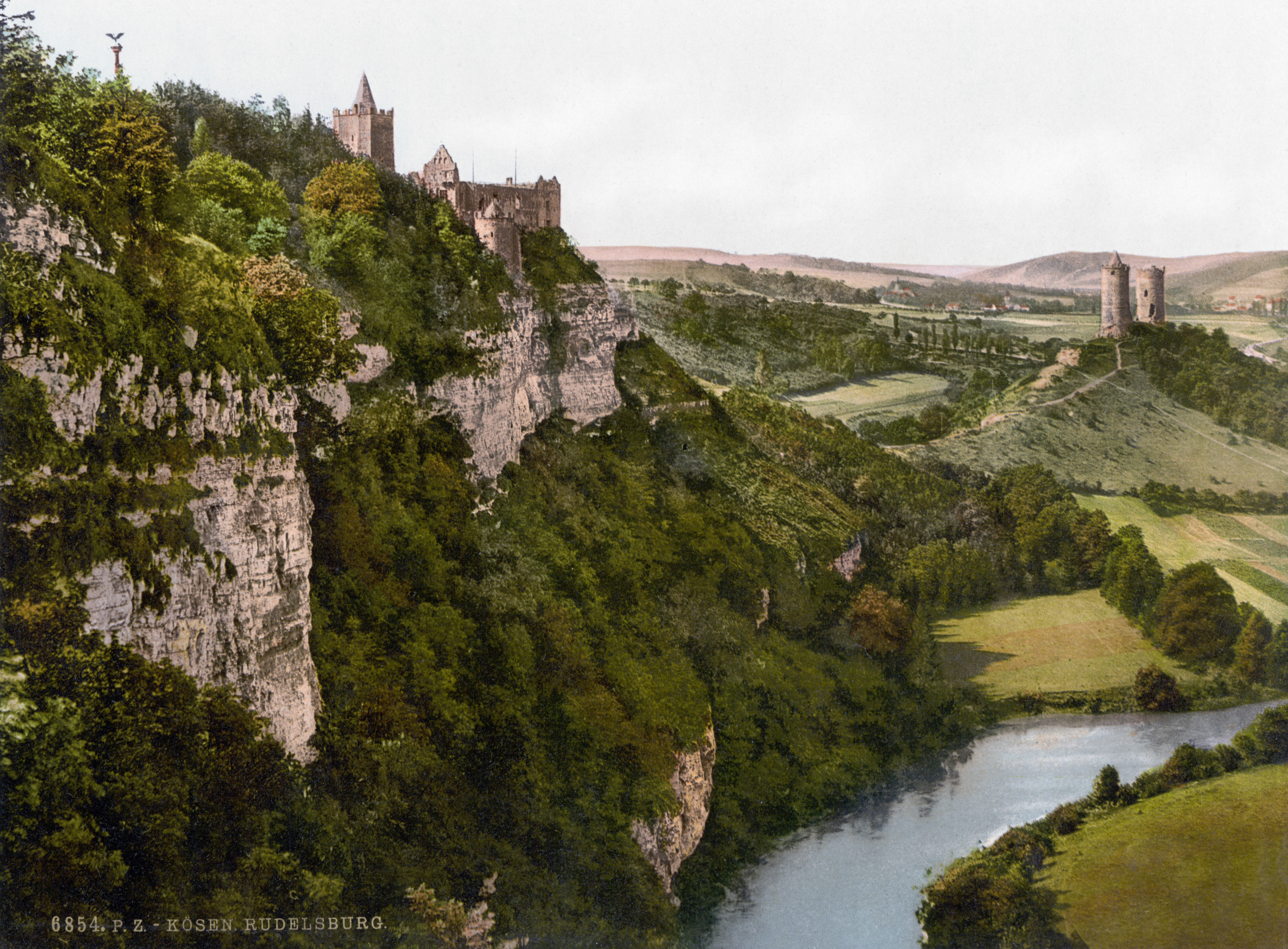
Die Burgen Rudelsburg und Saaleck

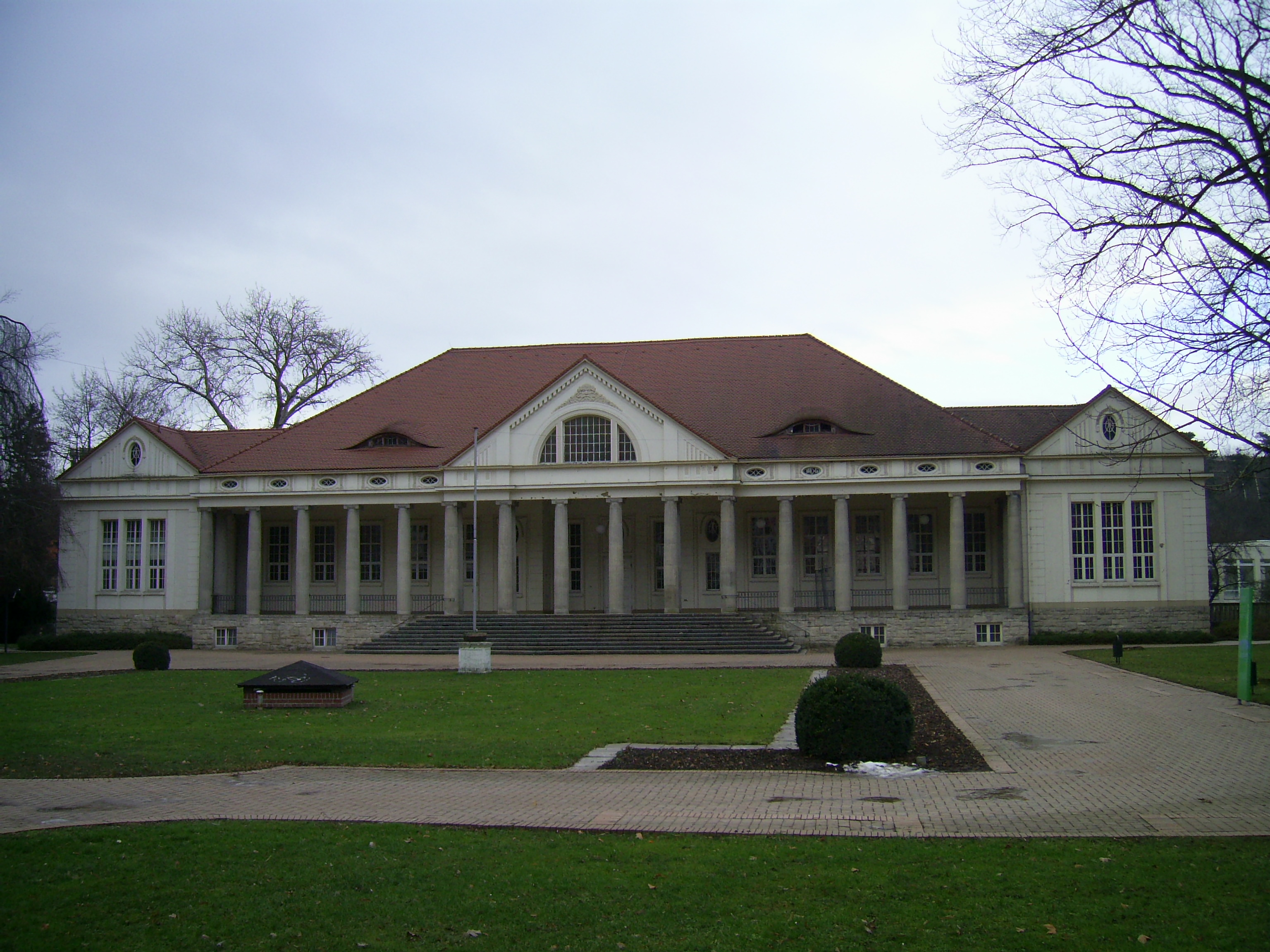
Kurmittelhaus

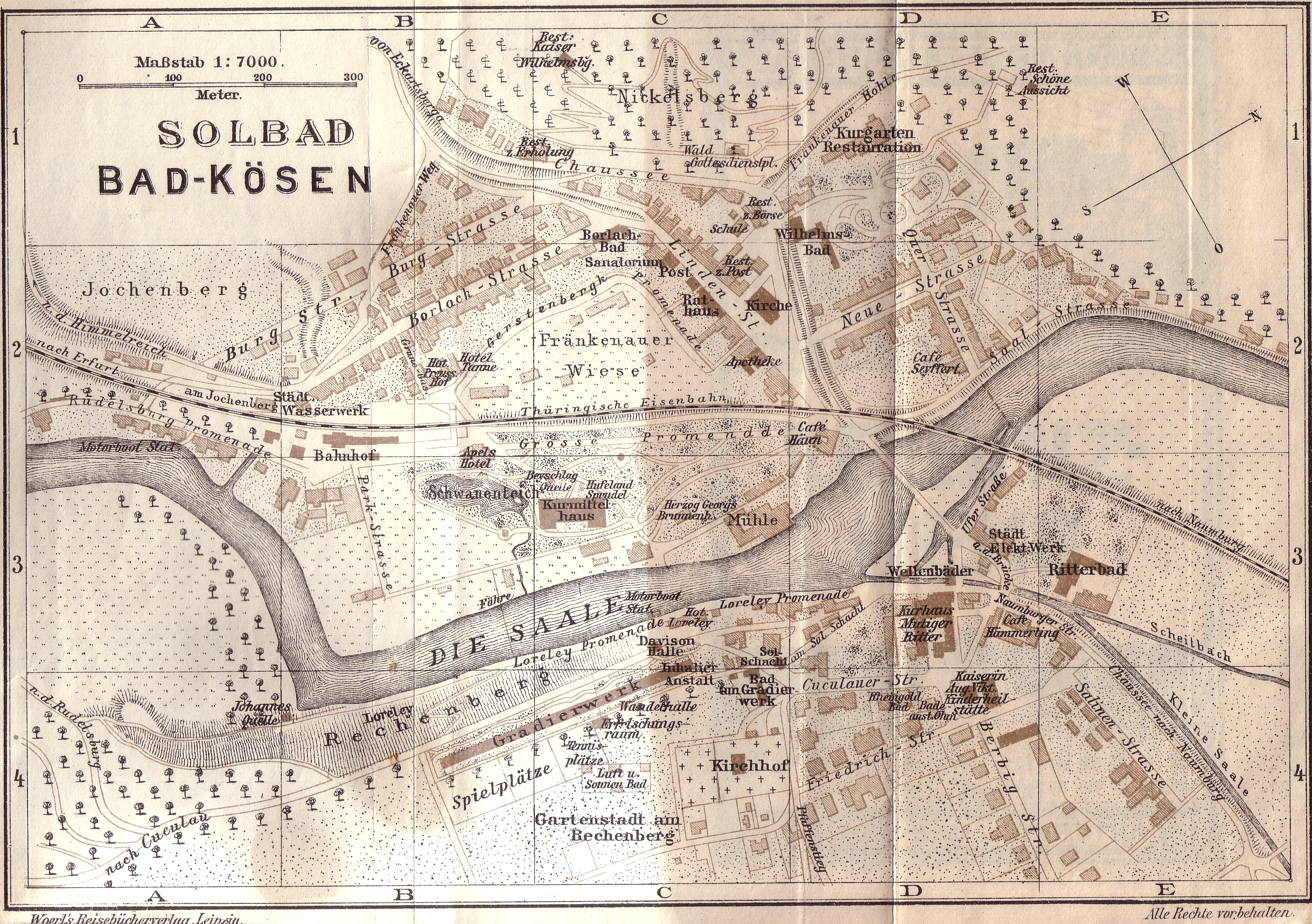
Stadtplan vor 1910

Bad Kösen (bis 1935 Kösen) ist ein Ortsteil der Stadt Naumburg (Saale) im Burgenlandkreis in Sachsen-Anhalt. Es ist ein Sol- und staatlich anerkanntes Heilbad. Im Januar 2020 hatte es 3.621 Einwohner.

## Geographie

### Geographische Lage
Bad Kösen liegt mitten im nördlichsten Qualitätsweinanbaugebiet Deutschlands Saale-Unstrut an der B 87 (Via Regia) zwischen Apolda und Naumburg (Saale) im Naturpark Saale-Unstrut-Triasland, etwa 40 km südwestlich von Halle und etwa 30 km nordöstlich von Jena.
Die Stadt wird von der Saale durchflossen, die sich an der Kösener Pforte ihr Bett tief in den Muschelkalk gegraben hat. Die Stadt teilt sich so um die Saalebrücke in ein Altkösen rechts der Saale und jüngeres Neukösen links der Saale.

### Ortsgliederung
Folgende Ortsteile gehören zu Bad Kösen:
- Tultewitz (seit 1993)
- Schieben (1993)
- Hassenhausen (1992)
- Punschrau (1992)
- Kleinheringen (1991)
- Rödigen (1991)
- Saaleck (1950)[3]
- Stendorf (1950)
- Lengefeld
- Schulpforte
- Kukulau
- Fränkenau

### Umgebung
Unweit der Stadt befinden sich oberhalb der Kösener Pforte die vielbesungenen Ruinen der Burg Saaleck und der Rudelsburg mit den Denkmälern des Kösener Senioren-Convents-Verbandes (KSCV).

## Geschichte
Das Flurstück Kösen erscheint schriftlich erstmals 1040 als „Kusenti“. Es liegt dem Wort wohl eine alte Bezeichnung für einen Flussabschnitt der Saale zugrunde (ungefähr *Kusantia ‚die Wallende‘). Die ersten Siedler kamen im Hochmittelalter in die Gegend, um für das Kloster Pforta ein Vorwerk zu betreiben, welches in Urkunden als „Cusne“ bezeichnet wird. Mit dem Bau der Steinbrücke über die Saale nahm auch die Via Regia den kürzeren Verlauf über Kösen. Nach der Säkularisation des Klosters Pforta im Jahr 1540 gehörte Kösen von 1543 bis 1815 zum kursächsischen Amt Pforta. Bis zum 18. Jahrhundert war der Ort für die Flößerei auf der Saale von gewisser Bedeutung. Die ab 1730 begonnene Salzgewinnung wurde um 1857 unrentabel, als in Staßfurt Salz günstiger gewonnen werden konnte. So blieb Kösen nur die Entwicklung in touristische Richtung. Die Schlacht bei Jena und Auerstedt fand 1806 teilweise in den an Thüringen angrenzenden Gemarkungen im Kösener Ortsteil Hassenhausen statt.
Durch die Beschlüsse des Wiener Kongresses kam Kösen zu Preußen und wurde 1816 dem Landkreis Naumburg im Regierungsbezirk Merseburg der Provinz Sachsen zugeteilt,. 1848 fand in der Buchenhalle von Kösen mit der Volksversammlung in Kösen eine der großen Volksversammlungen des Revolutionsjahres statt. Die Kösener Vogelweiden waren ein regelmäßiges sommerliches Germanistentreffen in Kösen im 19. Jahrhundert.
1868 wurde Kösen zur Stadt im Sinne der Städteordnung vom 30. Mai 1853 erhoben und am 1. Juli des folgenden Jahres der bisherige Kreissekretär in Naumburg, Heinrich Anton Mascher, als erster Bürgermeister in sein Amt eingeführt.

Die Bahn-Reise-Publikation Beiderseits vom Schienenweg beschreibt 1929 die Durchfahrt durch den Ort im Zug von Berlin nach Frankfurt/Main bei Kilometer 215 so:
„Unten an der Saale ein rauschendes Wehr, darüber links ein Gradierwerk und am Bergeshang (rechts) hübsche Landhäuser. Wir sind in Bad Kösen (4200 Einw.) Dank seiner anmutigen Lage und seinen Solquellen ein beliebter Kur- und Aufenthaltshort. Im Juli tagt hier der Kösener S.C. (Senioren Konvent), der 1855 gegründete Verband der Korps an den deutschen Universitäten.“
Ab 1932 gehörte Kösen zum Landkreis Weißenfels im Regierungsbezirk Merseburg der Provinz Sachsen. 1935 wurde Kösen Badeort und durfte das Prädikat Bad Kösen führen. Nach der Auflösung der Provinz Sachsen und des Regierungsbezirks Merseburg am 1. Juli 1944 gehörte der Landkreis Weißenfels zur Provinz Halle-Merseburg. Nach dem Zweiten Weltkrieg gehörte der Landkreis Weißenfels erneut zum wieder hergestellten Regierungsbezirk Merseburg in der wieder hergestellten Provinz Sachsen, ab 1947 Land Sachsen-Anhalt.
In der DDR führte Bad Kösen nacheinander die offiziellen Beinamen Volkssolbad und Bad der Werktätigen. Am 1. Juli 1950 wurde die bis dahin eigenständige Gemeinde Saaleck eingegliedert. Nach der Auflösung der Länder der DDR 1952 gehörte der Kreis Weißenfels zum Bezirk Halle.
Nach der Wiedervereinigung am 3. Oktober 1990 gehörte der Landkreis Weißenfels wieder zu Sachsen-Anhalt. Infolge seiner Auflösung am 1. Juli 2007 kam Bad Kösen zum Burgenlandkreis.
Bad Kösen war bis zum 31. Dezember 2007 Trägergemeinde der Verwaltungsgemeinschaft Bad Kösen, der weitere fünf Gemeinden angehörten. Ab der Auflösung der Verwaltungsgemeinschaft am 1. Januar 2008 galt Bad Kösen als Einheitsgemeinde (siehe auch unten).

### Eingemeindung nach Naumburg (Saale)
Am 22. April 2007 fanden ein Bürgerentscheid und Bürgerbegehren statt, bei dem die Eingemeindung in die Stadt Naumburg abgelehnt wurde und sich eine Mehrheit der Wähler für den Fortbestand der Verwaltungsgemeinschaft als Einheitsgemeinde aussprach.
Das Urteil des Oberverwaltungsgerichts Magdeburg vom 11. Dezember 2007, die im Dezember 2006 vom Land Sachsen-Anhalt verfügte Zuordnung zu der Verwaltungsgemeinschaft des Wethautals für die Landgemeinden der Kurstadt zuzulassen, nicht aber für Bad Kösen selbst, hat alle Beteiligten überrascht. Dies hatte die Auflösung der Verwaltungsgemeinschaft Bad Kösen mit Ablauf des 31. Dezember 2007 zur Folge. Ein Urteil des Oberverwaltungsgerichtes war notwendig geworden, nachdem die Verwaltungsgemeinschaft Wethautal gegen die Zuordnung geklagt hatte.
Am 1. Januar 2010 wurden die bis dahin selbstständige Stadt Bad Kösen zusammen mit den Gemeinden Crölpa-Löbschütz, Janisroda und Prießnitz in die Stadt Naumburg (Saale) eingemeindet. Die Verwaltungsgemeinschaft Wethautal wurde aufgelöst.

### Stadtoberhäupter
Kösens Stadtverwaltung wurde geführt von:

#### Bürgermeister und Badedirektor
- 1869–1871 Heinrich Anton Mascher
- 1871–1888 Ernst Richter
- 1888–1900 Leutnant a. D. Albert Rudolph
- 1900–1903 Otto Lünzner
- 1904–1906 Rudolf Beyendorff
- 1906–1914 Felix Kretschmar
- 1914–1916 Theodor Siebold, Paul Hämmerling (Ratsschöffen)
- 1916–1918 Paul Krüger (kommissarisch)
- 1918–1919 Georg Glöckner
- 1920–1921 Arnold Schubart
- 1922–1923 Theodor Siebold (2. Bürgermeister)
- 1924–1929 Hans Ciorek
- 1930–1937 Max Schuster
- 1938  Fritz Zimmermann (NSDAP)
- 1938–1945 Ernst Kürbis (NSDAP)
- 1945–1949 Erich Langrock (SED)

#### Vorsitzender des Rates der Stadt
- 1950–1953 Ernst Lux (SED)
- 1953–1974 Anton Zinner (SED)
- 1974–1989 Heinz Skrubel (SED)

#### Bürgermeister
- 1990–1994 Helmut Schache (BKB)
- 1994–2008 Christoph Emus (BKB)
- 2008–2009 Gerd Förster (ab 1. Januar 2010 Ortsbürgermeister)

### Einwohnerentwicklung
| Jahr      | 1818 | 1880 | 1910 | 1933 | 1970 | 2001 | 2005 | 2008 | 2020 |
| --------- | ---- | ---- | ---- | ---- | ---- | ---- | ---- | ---- | ---- |
| Einwohner | 637  | 2137 | 3006 | 3385 | 6510 | 5746 | 5490 | 5177 | 3621 |

## Städtepartnerschaft
Seit 1991 ist Nidda in Hessen Partnerstadt von Bad Kösen. Zu Ehren der Partnerschaft wurde im Kösener Neubaugebiet eine Straße nach der Partnerstadt benannt.

## Wappen
Bis zur Eingemeindung nach Naumburg 2010 hatte Bad Kösen ein eigenes Wappen.
| Wappen von Bad Kösen | Blasonierung: „In Blau eine leicht gewölbte dreibogige Brücke aus schwarzgefugten silbernen Steinblöcken, der mittlere Bogen höher und weiter, die Bögen gefasst mit Schlussstein, auf grünem Wellenschildfuß, darin 9 angedeutete Wellen, auf der Brückenmitte ein gestürzter, konischer, grüner Weidenkorb, daraus ein silberner Salzkegel ragend.“ |
| Wappen von Bad Kösen | Wappenbegründung: Die Brücke ist die Saalebrücke in Bad Kösen, der grüne Wellenschildfuß mit Wellen symbolisiert die Saale als Zeichen der Zugehörigkeit zum „Grünen Herzen Deutschlands“, der Salzkorb weist auf die jahrhundertelange Salzgewinnung hin.                                                                                            |

## Kultur und Sehenswürdigkeiten

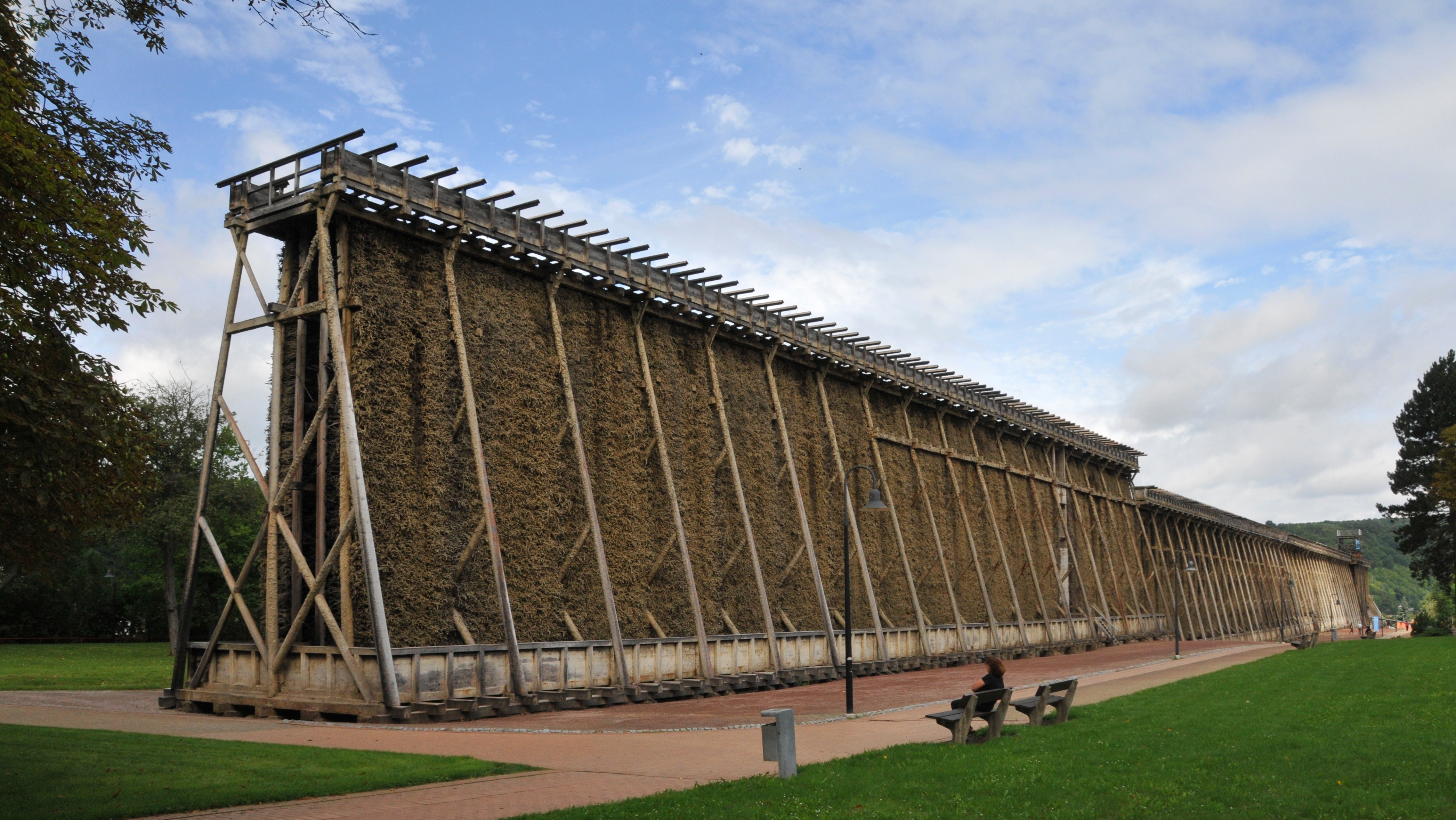
Gradierwerk Bad Kösen

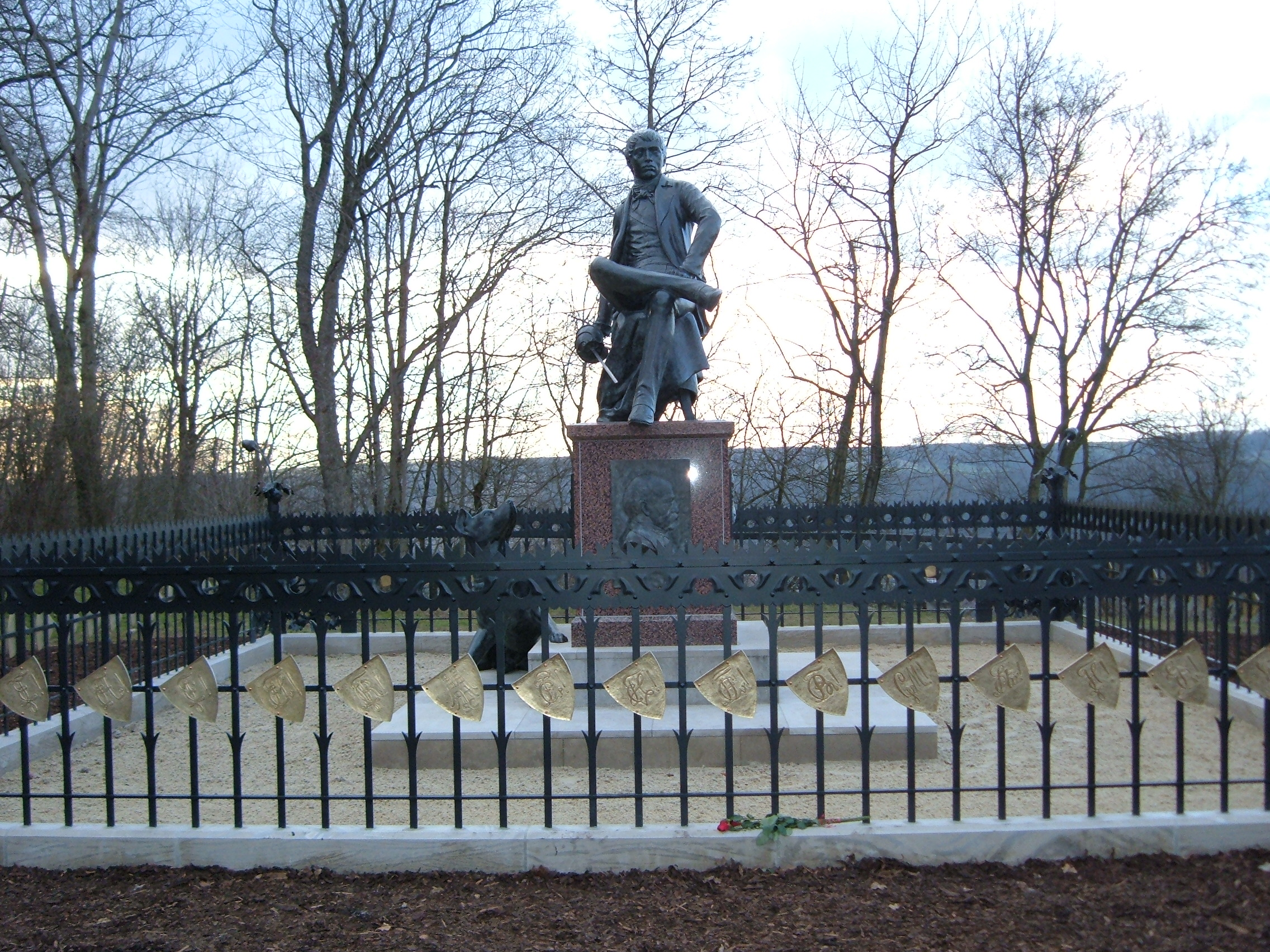
Bismarck-Denkmal auf der Rudelsburg von Norbert Pfretzschner, 2006 restauriert

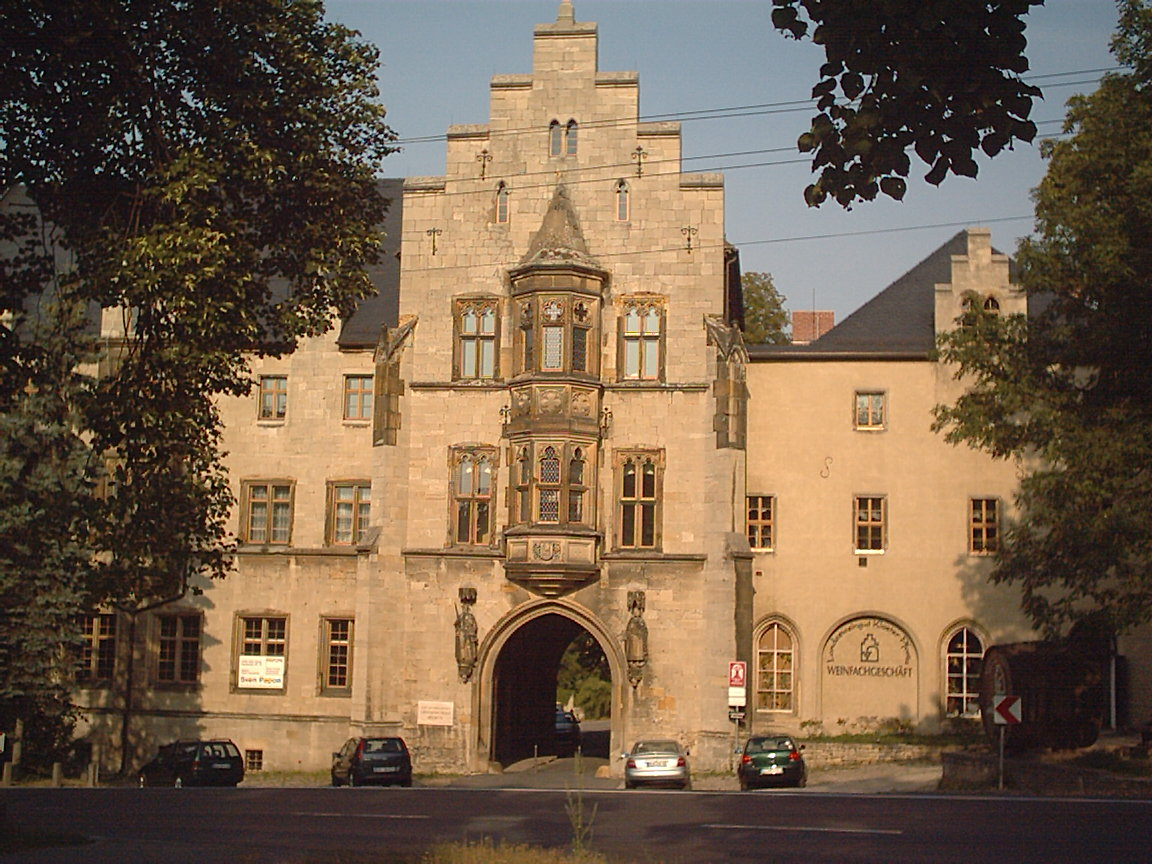
Torhaus in Schulpforte

### Bauwerke
- Gradierwerk mit einer Länge von 325 Metern
- Doppelkunstgestänge der ehemaligen Saline von der Radinsel bis zum Borlachschacht, benannt nach Johann Gottfried Borlach, der 1730 die Erschließung der Salzgewinnung in Kösen einleitete
- Soleschacht am Gradierwerk
- Kloster Schulpforta
- Das Romanische Haus enthält heute das Heimatmuseum und ist ein Rest des mittelalterlichen Vorwerks Cusne, das damals zu Schulpforta gehörte. Es ist einer der ältesten Profanbauten Mitteldeutschlands.
- Das Berghotel Wilhelmsburg als exponierter neugotischer Profanbau
- Die neugotische Lutherkirche aus dem Jahr 1894 mit einer von Wilhelm Rühlmann gebauten Orgel
- Die katholische Christkönigskirche, die 1937/38 nach Plänen von Wilhelm Ulrich erbaut wurde
- Die Rudelsburg mit ihren Denkmälern im Ortsteil Saaleck

### Museen
- Romanisches Haus, Ausstellung zur Geschichte des Klosters Pforta und der Salzgewinnung in Bad Kösen
- Kunsthalle Die Puppenwelt der Käthe Kruse und der Sammlung Wilhelm Bröker

### Parks
Bad Kösen besitzt drei Parks, darunter einen im Stadtzentrum mit historischen Wandelhallen, einem modernen Thermalbad, einem Tierpark und zwei Teichen. Bis 2005 war der Park noch dicht bewaldet, dann wurden bei einer Windhose Mitte des Jahres etwa 30 % des Baumbestandes stark beschädigt. Ein zweiter, größerer, künstlich angelegter Kurpark, genannt „Seekurpark“, befindet sich am Rande der Stadt auf den Hügel zwischen B 87 und Rehakliniken. Dieser Kurpark wird heute für Rehapatienten genutzt, ist aber öffentlich zugänglich. Der dritte Park befindet sich rund ums Gradierwerk und wird während der Kursaison oft für Veranstaltungen genutzt.
Villa und Garten Schultze-Naumburg gehören zum Netzwerk Gartenträume Sachsen-Anhalt.

### Ausflugsverkehr
Vom Stadtzentrum aus verkehren zwischen April und Oktober mehrmals täglich die Fahrgastschiffe Bad Kösen und Rudelsburg  zur Anlegestelle am Fuße der Rudelsburg.
Kösen und die Rudelsburg liegen am Feengrotten-Kyffhäuser-Weg, einem alten Fernwanderweg, sowie an der Weinstraße Saale-Unstrut mit vielen Straußwirtschaften.

### Sport
Bad Kösen hat mehrere regional erfolgreiche Sportvereine, darunter einen Fußballverein, den Blau-Weiß Bad Kösen e. V., und einen Tennisverein. Beide besitzen eigene Sportplätze. Ebenso sind Kanutouren auf der Saale möglich. Hinzu kommen noch ein Kegel- und ein Karnevalsverein.

### Regelmäßige Veranstaltungen

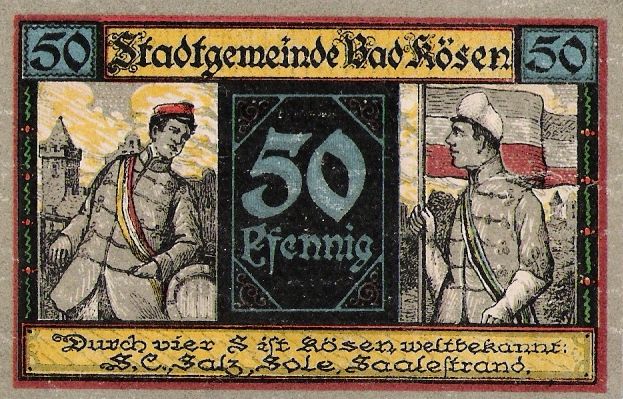
Notgeld der Stadt von 1921

- Ende April: Eröffnung der Kursaison
- Anfang Juni: Brunnenfest (Fest zu Ehren Borlachs und der Solegewinnung)
- Mittwoch bis Samstag vor Pfingsten: Kösener Congress des Kösener Senioren-Convents-Verbands, einem Dachverband von studentischen Corps, im Mutigen Ritter
- Pfingstwochenende: Weinmeile am linken Ufer der Saale von Bad Kösen bis hinter Naumburg
- Wochenende nach Pfingsten: Treffen der Rudelsburger Allianz in Saaleck

### Wein
Die Kösener Saale-Unstrut Weine gehören weinrechtlich zum Bereich Schloss Neuenburg, Grosslage Naumburger Göttersitz.
Die Weine vom Pfortenser Köppelberg sind anerkannte Spezialitäten. Der Pfortenser Köppelberg wurde als Weinberg 1147 erstmals erwähnt und ist die älteste Anbaulage dieses Weinbaugebiets.
Andere Kösener Einzellagen sind Saalhäuser, Bad Kösener Schöne Aussicht und Klosterhäseler Hasseltal.

### Denkmal
Vergessen sind die Friedenssteine oberhalb vom Ilskeweg.
Sichtbar sind hingegen die
- Kriegerdenkmale im Kurpark Bad Kösen
- Denkmäler bei der Rudelsburg

## Wirtschaft und Infrastruktur

### Wirtschaft

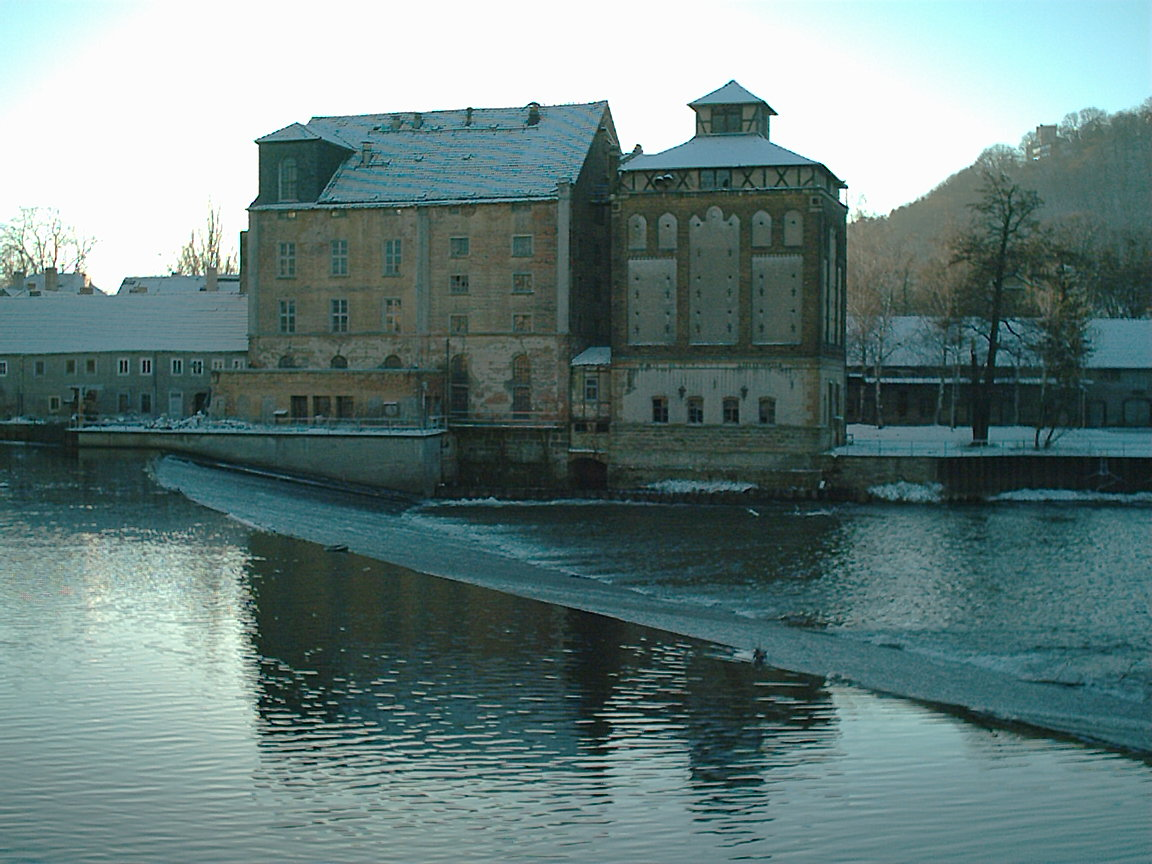
Die Alte Mühle am Wehr in Bad Kösen, zerstört bei Großbrand am 14. September 2007

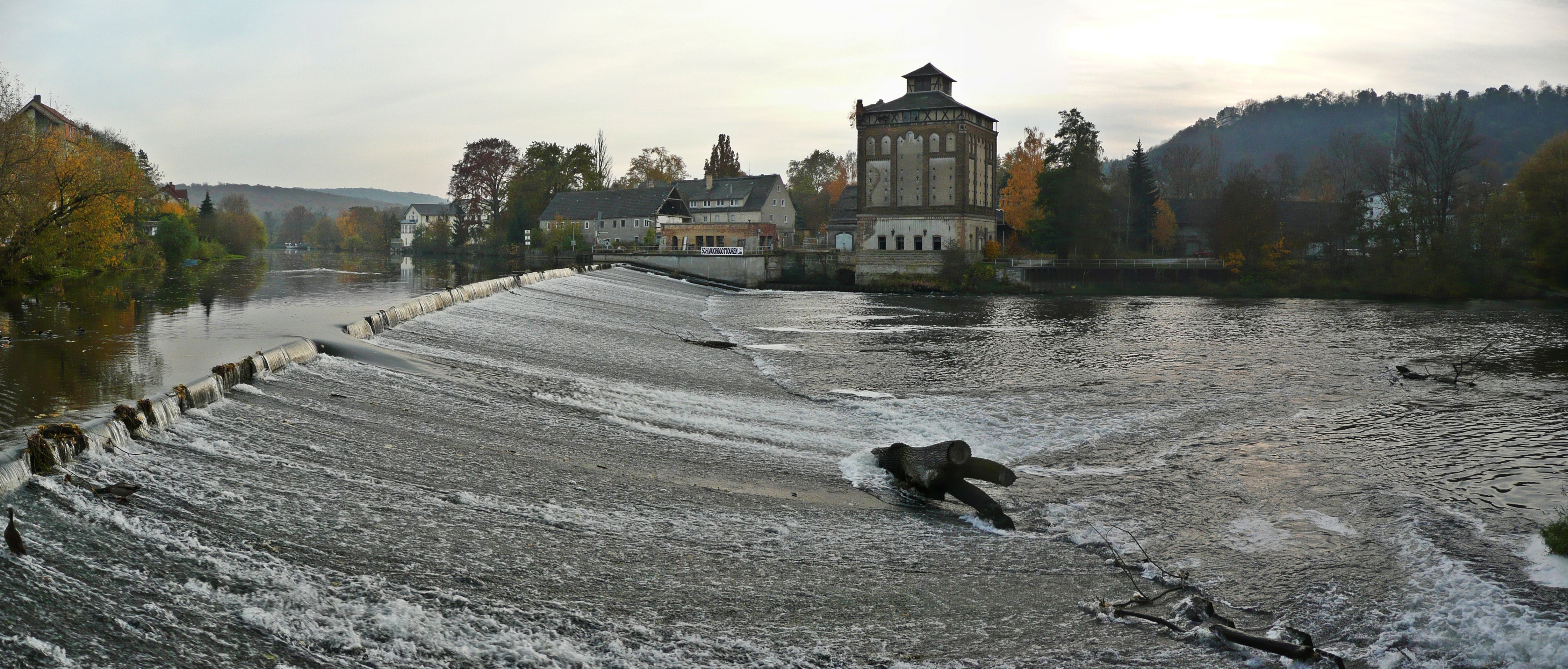
Blick über das Saalewehr zur Alten Mühle (Oktober 2009)

Bad Kösen beherbergt als Kurort mehrere Rehakliniken. Das Saale-Reha-Klinikum I und II sowie das Kinder-Reha-Klinikum werden von der Unternehmensgruppe Lielje aus Löhne betrieben. Die Burgenlandklinik wird von der medinet AG betrieben.
Käthe Kruse zog 1912 nach Bad Kösen und errichtete dort ihre Puppenmanufaktur. In der DDR entstand daraus durch Verstaatlichung 1953 der VEB Puppenwerkstätten Bad Kösen, der ab 1969  VEB Kösener Spielzeug hieß, die heutige Kösener Spielzeug Manufaktur. In der Fabrik, die heute hauptsächlich Plüschtiere herstellt, werden neben realistischen Tierplüschtieren auch bekannte Lizenzprodukte hergestellt.
1952 gründeten zwei von Käthe Kruses Söhnen, darunter der Kinderbuchautor Max Kruse, Werkstätten in Bad Pyrmont und Donauwörth in der Bundesrepublik Deutschland. Sie selber zog sich erst 1954 aus dem Betrieb zurück und ging in den Westen.
Das Landesweingut Kloster Pforta hat seinen Sitz in Bad Kösen.
In Bad Kösen bestand von 1893 bis 1896 die Orgelbaufirma Heerwagen.

### Bildung
Bad Kösen besitzt derzeit 2 Schulen, die Bergschule (Grundschule) und die Borlachschule (Realschule). Bis 2004 hatte die Medizinische Bildungsanstalt eine Berufsschule in der Stadt, ist dann jedoch mit dieser nach Weißenfels umgezogen. Gymnasialschüler aus Bad Kösen besuchen das Domgymnasium Naumburg.
Die Landesschule Pforta, welche sich im ehemaligen Kloster Schulpforte befindet, gehört ebenfalls zu Bad Kösen. Sie ist ein Internatsgymnasium mit naturwissenschaftlich, sprachlicher oder musikalischer Ausrichtung.

### Verkehr

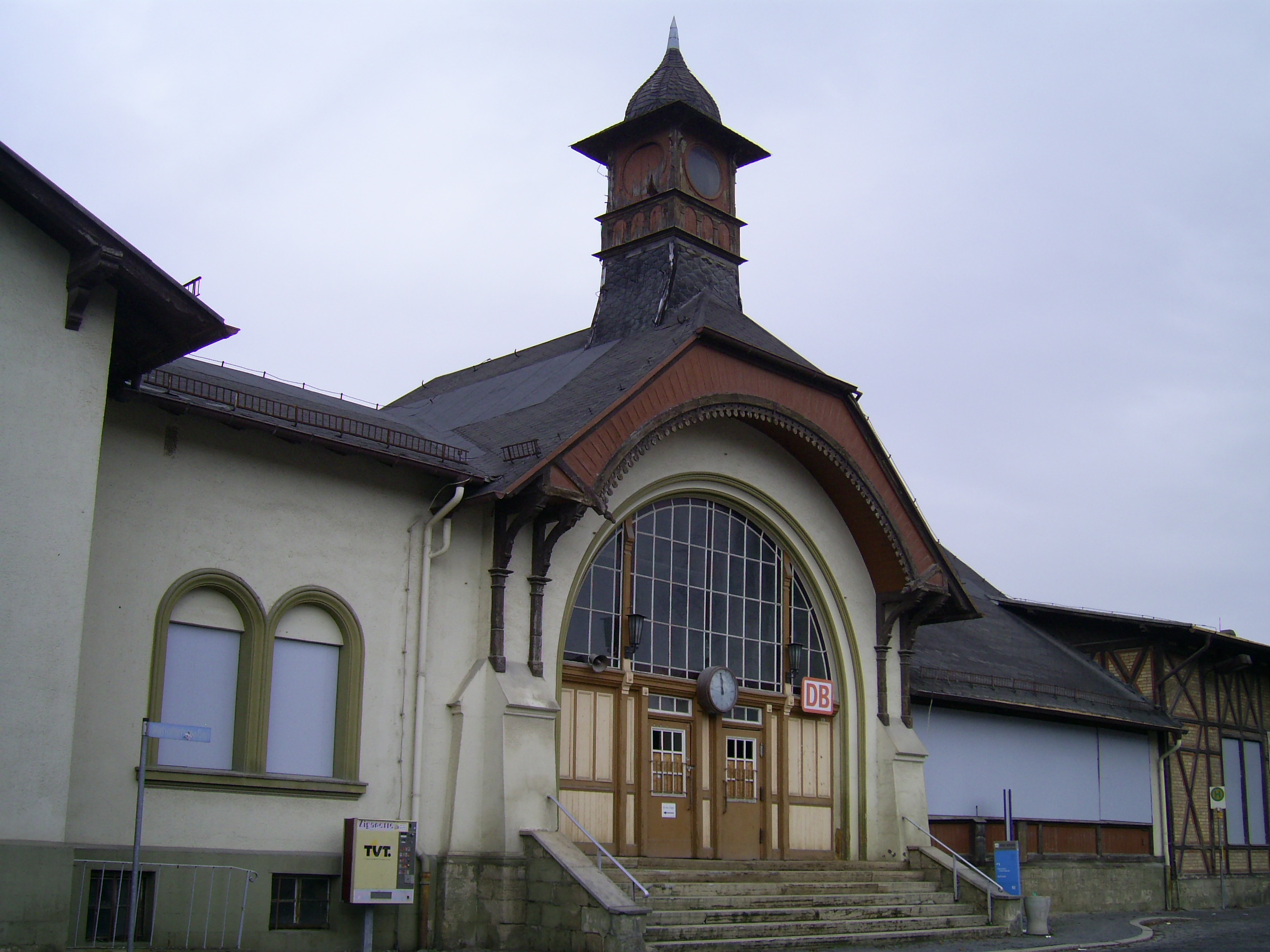
Bahnhof Bad Kösen (2007)

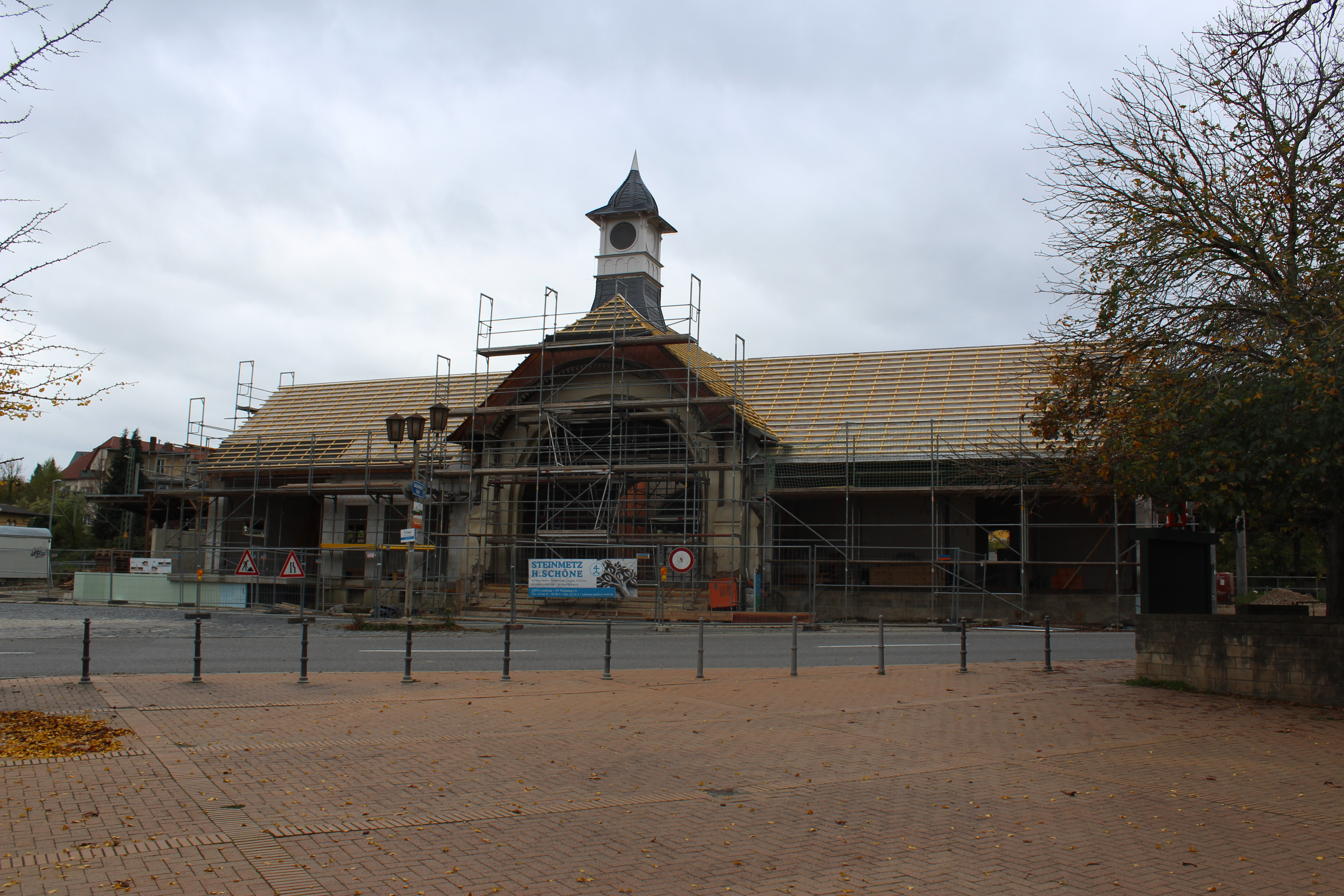
Bahnhof Bad Kösen (2017)

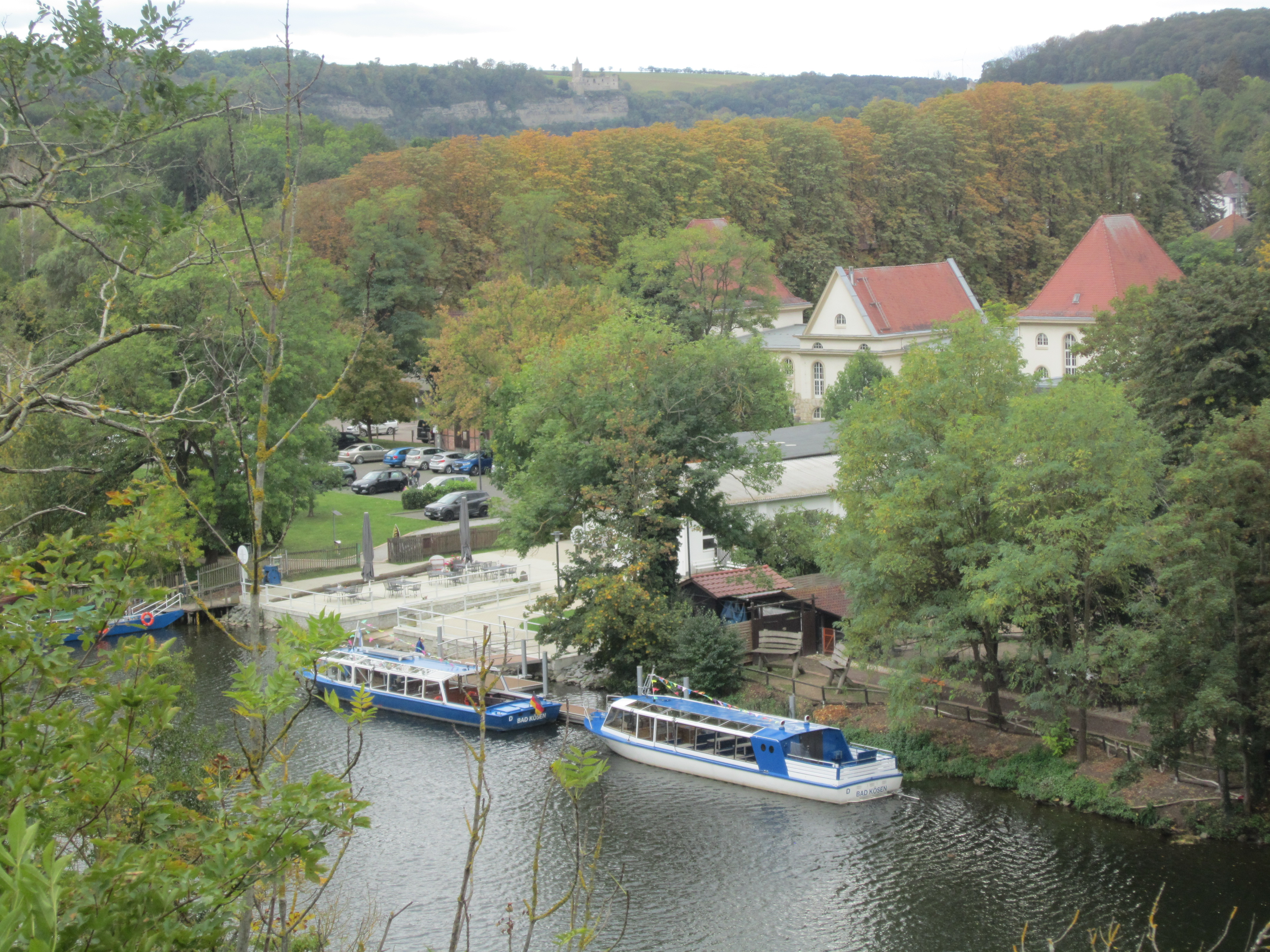
Passagierschiffe auf der Saale (2020)

Bad Kösen liegt an der Bahnstrecke Halle–Bebra kurz vor dem Abzweig der Saalbahn nach Saalfeld über Jena. Mit Inbetriebnahme der Schnellfahrstrecken Leipzig/Halle–Erfurt und Erfurt–Nürnberg wurde bis 2017 der Fernverkehr abgezogen, der Bad Kösen ohne Halt passierte. Dadurch wurde eine Ausweitung des Regionalverkehrs möglich, sodass sich ein ungefährer Stundentakt zu den Städten Halle, Leipzig, Erfurt, und Saalfeld ergibt. Es verkehrt stündlich die RB 20 von Leipzig über Erfurt nach Eisenach und stündlich die RB 25 von Halle/Saale über Jena nach Saalfeld/Saale. Betrieben werden diese von Abellio Rail Mitteldeutschland. Bad Kösen liegt im Mitteldeutschen Verkehrsverbund.
Vom historischen Empfangsgebäude des Bahnhofs Bad Kösen ist die Mittelhalle erhalten, die 2016–2018 saniert und um einen modernen Anbau ergänzt wurde. Seitdem stehen wieder eine Wartehalle, ein öffentliches WC und eine Touristeninformation zur Verfügung. Im unmittelbaren Umfeld befinden sich außerdem Bushaltestellen und Parkplätze. Seit Sommer 2021 ist auch der Zugang zum Bahnsteig 2 durch den Einbau eines Aufzugs barrierefrei möglich.
Die Bundesstraße 87 durchzieht Bad Kösen, sie führt direkt durch die Altstadt. Seit mehreren Jahren laufen Planungen für die Ortsumgehungen Bad Kösen und Naumburg (Saale) im Zuge der B 87. Für die Ortsumgehung Bad Kösen besteht Baurecht, für die damit zusammenhängende Ortsumgehung Naumburg sollte das Planfeststellungsverfahren bis 2013 abgeschlossen sein. Ein Baubeginn war nicht vor 2015 erwartet wurden. Mit den beiden Ortsumgehungen wird die B 87 zwischen Taugwitz und Wethau neu trassiert. Das Saaletal wird zwischen Großheringen und Saaleck durch eine etwa 1200 m lange neue Brücke auf bis zu 60 Meter hohen Brückenpfeilern überspannt werden. Dies wurde aber von Kritikern abgelehnt, die darin eine Gefährdung des Antrags auf den Weltkulturerbestatus der UNESCO für die Region Saale-Unstrut sehen. Im Zuge der Planung wurde die Frage nicht geprüft, inwieweit sich Auswirkungen für das geplante Flächendenkmal des Weltkulturerbes Naumburg und Saaletal ergeben. Eine Abstimmung mit ICOMOS und der UNESCO fand nicht statt. Aktuell wird die Umgehungsstraße B 87n gebaut mit der Fertigstellung wird 2025 gerechnet.
Eine Sonderform spurgeführter Verkehrsmittel erschließt in Bahnhofsnähe die südöstlichen Straßenzüge (Gradierwerk, Kurklinik): eine nicht freifahrende Personenfähre an einem Spur- oder auch Tragseil, die mit einem Verholstab (oder Hebelstab) per Muskelkraft bewegt wird.
Zwei Fahrgastschiffe pendeln von April bis Oktober vier- bis fünfmal täglich auf der Saale von der Anlegestelle gegenüber dem Gradierwerk und der Rudelsburg.
Der Saale-Radweg führt durch Bad Kösen.
Der Ökumenische Pilgerweg von Görlitz nach Vacha führt durch den eingegliederten Ortsteil Punschrau.

## Persönlichkeiten

Johann Gottfried Borlach

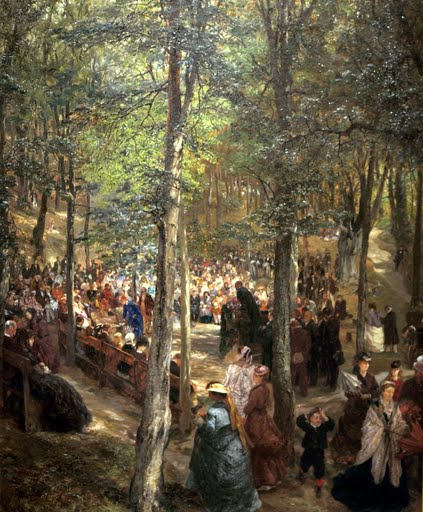
Gottesdienst in der Buchenhalle von Kösen, Ölgemälde von Adolph Menzel, 1868

### Ehrenbürger
- O. Th. Rosenberger (1806–1893), Bade- und Knappschaftsarzt, Geheimer Sanitätsrat (ernannt 1882)
- Ernst Roßner (1819–1893), Mühlenbesitzer (ernannt 1891)
- Friedrich von Feilitzsch (1858–1942), fürstl. schaumburg-lippischer Staatsminister (ernannt 1895)
- Karl Müller (1820–1901), Postmeister (ernannt 1899)
- Max Kruse (1854–1942), Bildhauer (ernannt 1924)
- Paul von Hindenburg (1847–1934), Reichspräsident (ernannt 1925)

### Söhne und Töchter des Ortes
- Johann Ehrenfried Zschackwitz (1669–1744), Historiker und Heraldiker
- Heinrich Seffner (1805–1888), Politiker, Bürgermeister von Merseburg
- Albert Bösel (1834–1920), Entomologe, Botaniker und Schulrektor
- Otto Dittmann (1856–nach 1935), Redakteur und Lexikograf
- Georg Groddeck (1866–1934), Wegbereiter der Psychosomatik und Schriftsteller
- Gottlieb Wagner (1794–1878), Gastwirt der Rudelsburg
- Georg Jüterbock (1892–1940), Pionier der Luftfahrt
- Hans Fischerkoesen (1896–1973), Zeichentrick- und Werbefilmer
- Hans-Rudolf Müller-Schwefe (1910–1986), evangelisch-lutherischer Theologe und Hochschullehrer
- Wolfgang Förster (1912–1989), Direktor der Sektion für Betriebswirtschaft des Osteuropa-Instituts in Berlin
- Ernst Mai (1915–unbekannt), Jurist, Richter am Bundesgerichtshof
- Max Kruse (1921–2015), Kinderbuchautor
- Otto Schrappe (1924–1983), Psychiater und Hochschullehrer
- Klaus-Dieter Fichtner (* 1929), Pädagoge und Heimatkundler
- Ulrich Baehr (* 1938), Maler
- Hans-Jochen Schmidt (* 1947), Diplomat

### Personen mit Bezug zum Ort
- Johann Gottfried Borlach (1687–1768), kurfürstlich-sächsischer Bergrat
- Ferdinande von Schmettau (1798–1875), Symbolfigur und Volksheldin während der Befreiungskriege gegen Napoleon
- Friedrich Klaeber (1863–1954), Anglist, dessen Forschungsschwerpunkt der Beowulf war
- Käte Klötzer (1943–2014), Spielzeug-Designerin

### Bekannte Kurgäste
Bad Kösen zog Musiker, Schriftsteller, Künstler und Geistesgrößen an. Die Maler Adolph Menzel und Max Liebermann suchten und fanden hier ihre Thüringer Motive, die Buchenhallen der beiden sind wohl die bekanntesten. Edvard Munch kurte von März 1906 bis Januar 1907 in Kösen wegen seines Nervenleidens. Neben Thüringer Landschaften, Selbstporträts und Bühnenbildentwürfen entstanden vor allem die Vorarbeiten zum „Reinhardt-Fries“, einem Auftrag von Max Reinhardt für die neuen Kammerspiele in der Schumannstraße 13a in Berlin. An Munchs Zeit in Kösen erinnern auch das Porträt Friedrich Nietzsche (1906, Munch – museet, Oslo), das den Philosophen auf die Rudelsburg stellt, und sein Gemälde des Kurparks von Bad Kösen.

## Corps
Etwa seit 1813 trafen sich Studenten der Corps, zunächst nur solche der umgebenden mitteldeutschen Universitäten, jährlich zu Pfingsten auf der Rudelsburg. Nach der Wiedervereinigung wurde diese Tradition 1994 wieder aufgenommen. Kösen wurde zum Namensgeber des 1848 gegründeten Dachverbandes Kösener Senioren-Convents-Verband (KSCV), in dem sich die Corps vornehmlich traditioneller (nicht-technischer) Universitäten Deutschlands, Österreichs und der Schweiz zusammenschlossen.